# ガイウス・カッシウス・ロンギヌス (紀元前124年の執政官)
ガイウス・カッシウス・ロンギヌス,（ラテン語: Gaius Cassius Longinus、生没年不詳）は、紀元前2世紀中期・後期の共和政ローマの政治家。紀元前124年に執政官（コンスル）を務めた。

## 出自
ロンギヌスはプレブス（平民）であるカッシウス氏族の出身。共和政初期にカッシウス氏族から執政官が出ているが、これらはパトリキ（貴族）系である。プレブス系カッシウス氏族が歴史に登場するのは第一次ポエニ戦争の頃で、その後共和政後期になると、氏族の中から重要な公職に就任するものが出てきた。紀元前171年にガイウス・カッシウス・ロンギヌスが氏族として最初の執政官に就任する。また、ロンギヌスというコグノーメン（第三名、個人名）が確認できる最初の人物でもある。本記事のロンギヌスはその息子と思われる。

## 経歴
執政官就任年とウィッリウス法の規定から逆算して、ロンギヌスは遅くとも紀元前127年にはプラエトル（法務官）に就任したはずである。紀元前124年には執政官に就任する。同僚執政官は同じくプレブスのガイウス・セクスティウス・カルウィヌスであった。ロンギヌスはガリア人のアルウェルニ族の指導者ビトゥイトスに包囲されたマッシリア（現在のマルセイユ）の救援に赴いたが、勝利を得ることはできなかた。アルウェルニ族の反乱は紀元前122年にグナエウス・ドミティウス・アヘノバルブスによって鎮圧された。
その後のロンギヌスに関しては不明である。

## 参考資料

### 古代の資料
- エウトロピウス『首都創建以来の略史』

### 研究書
- Drumann W. Geschichte Roms in seinem Übergange von der republikanischen zur monarchischen Verfassung oder Pompeius, Caesar, Cicero und ihre Zeitgenossen. Hildesheim, 1964.
- Broughton R. Magistrates of the Roman Republic. - New York, 1951. - Vol. I.